# 하의면
하의면(荷衣面)은 대한민국 전라남도 신안군 남부에 위치한 도서면(島嶼面)으로, 하의도로 이루어져 있으며 면적은 34.61km2이다. 김대중 전 대한민국 대통령의 출신지로도 유명하며, 현재도 그 생가가 위치해 있다.

## 개요
경지는 논보다 밭이 많고 주요 농산물은 쌀, 보리, 참깨, 유채 등이다. 연안 지역에서는 김 양식이 이루어지고 있으며 염전도 전개되어 있어 많은 양의 소금을 생산해내고 있다. 이 곳에 위치한 대표적인 문화재로는 어은리(於隱里)에 위치한 신안 어은리 조개무지가 있다.
2017년 하의면의 하의도와 신의면의 신의도 사이를 잇는 삼도대교가 착공 7년만에 개통되었다.

## 행정 구역
| 법정리 | 한자명 | 행정리                             | 비고            |
| ------ | ------ | ---------------------------------- | --------------- |
| 능산리 | 陵山里 | 능산1리, 능산2리, 능산3리          |                 |
| 대리   | 大里   | 대리1리, 대리2리                   |                 |
| 어은리 | 於隱里 | 어은1리, 어은2리                   |                 |
| 오림리 | 五林里 | 오림1리, 오림2리, 오림3리, 오림4리 |                 |
| 옥도리 | 玉島里 | 옥도리                             |                 |
| 웅곡리 | 熊谷里 | 웅곡1리, 웅곡2리, 웅곡3리, 웅곡4리 | 면사무소 소재지 |
| 후광리 | 後廣里 | 후광1리, 후광2리, 후광3리          |                 |

## 교육 기관[2]
- 하의초등학교 : 하의면 안곰실길 33
  - 하의국민학교 대야분교 : 하의면 대야도길 60-31
  - 하의초등학교 대광분교 : 하의면 하의로 115
    - 하의북국민학교 개도분교 : 하의면 개도길 15
    - 하의북국민학교 능산분교 : 하의면 능뫼큰길 183-1

  - 하의국민학교 문병도분실 : 하의면 후광리 문병도
  - 하의초등학교 신도분교 : 하의면 신도길 27-1
  - 하의초등학교 옥도분교 : 하의면 옥도길 110
  - 하의초등학교 장병분교 : 하의면 장병도길 64
  - 하의국민학교 장재도분실 : 하의면 능산리 장재도
- 하의중학교 : 하의면 곰실길 11-8
- 하의고등학교 : 하의면 곰실길 11-8